# Ege Bilsel
Ege Bilsel (Ankara, 4 gennaio 2004) è un calciatore turco, attaccante del Bodrum.

## Carriera

### Club
Cresciuto nel settore giovanile del Bodrum, nel 2019 è stato acquistato dall'Antalyaspor che lo ha aggregato alla propria formazione Under-19; ha tuttavia debuttato in prima squadra pochi mesi dopo, il 17 dicembre contro l'Eyüpspor in Coppa di Turchia. Utilizzato raramente negli anni successivi, ha fatto il suo esordio in prima divisione turca il 10 novembre 2023 nella partita vinta 4-0 contro l'Ankaragücü.
Il 24 gennaio 2024 è tornato al Bodrum dove ha contribuito alla promozione del club in prima divisione, categoria in cui poi ha trascorso la stagione 2024-2025.

### Nazionale
Ha giocato con la nazionale turca Under-21.

## Statistiche

### Presenze e reti nei club
Statistiche aggiornate al 9 agosto 2025.
| Stagione           | Squadra            | Campionato         | Campionato | Campionato | Coppe nazionali | Coppe nazionali | Coppe nazionali | Coppe continentali | Coppe continentali | Coppe continentali | Altre coppe | Altre coppe | Altre coppe | Totale | Totale | Totale |
| Stagione           | Squadra            | Comp               | Pres       | Reti       | Comp            | Pres            | Reti            | Comp               | Pres               | Reti               | Comp        | Pres        | Reti        | Pres   | Reti   |        |
| ------------------ | ------------------ | ------------------ | ---------- | ---------- | --------------- | --------------- | --------------- | ------------------ | ------------------ | ------------------ | ----------- | ----------- | ----------- | ------ | ------ | ------ |
| 2019-2020          | Antalyaspor        | SL                 | 0          | 0          | CT              | 1               | 0               | -                  | -                  | -                  | -           | -           | -           | 1      | 0      |        |
| 2020-2021          | Antalyaspor        | SL                 | 0          | 0          | CT              | 0               | 0               | -                  | -                  | -                  | -           | -           | -           | 0      | 0      |        |
| 2021-2022          | Antalyaspor        | SL                 | 0          | 0          | CT              | 1               | 0               | -                  | -                  | -                  | -           | -           | -           | 1      | 0      |        |
| 2022-2023          | Antalyaspor        | SL                 | 0          | 0          | CT              | 0               | 0               | -                  | -                  | -                  | -           | -           | -           | 0      | 0      |        |
| 2023-gen. 2024     | Antalyaspor        | SL                 | 3          | 0          | CT              | 2               | 0               | -                  | -                  | -                  | -           | -           | -           | 5      | 0      |        |
| Totale Antalyaspor | Totale Antalyaspor | Totale Antalyaspor | 3          | 0          |                 | 4               | 0               |                    | -                  | -                  |             | -           | -           | 7      | 0      |        |
| gen.-giu. 2024     | Bodrum             | 1L                 | 8          | 1          | CT              | 0               | 0               | -                  | -                  | -                  | -           | -           | -           | 8      | 1      |        |
| 2024-2025          | Bodrum             | SL                 | 23         | 0          | CT              | 4               | 0               | -                  | -                  | -                  | -           | -           | -           | 27     | 0      |        |
| Totale carriera    | Totale carriera    | Totale carriera    | 34         | 1          |                 | 8               | 0               |                    | -                  | -                  |             | -           | -           | 42     | 1      |        |